# Плугена
Плугена́ (фр. Plouguenast, брет. Plougonwaz, галло Ploegenas) — коммуна во Франции, находится в регионе Бретань. Департамент — Кот-д’Армор. Главный город кантона Плугена. Округ коммуны — Сен-Бриё.
Код INSEE коммуны — 22219.

## География
Коммуна расположена приблизительно в 380 км к западу от Парижа, в 80 км западнее Ренна, в 27 км к югу от Сен-Бриё.

## Население
Население коммуны на 2008 год составляло 1809 человек.
| 1968 | 1975 | 1982 | 1990 | 1999 | 2008 |
| ---- | ---- | ---- | ---- | ---- | ---- |
| 1943 | 1865 | 1821 | 1781 | 1720 | 1809 |

## Администрация
| Период | Период | Фамилия       | Партия                         | Примечания                       |
| ------ | ------ | ------------- | ------------------------------ | -------------------------------- |
| ?      | 1998   | Люсьен Боше   | Союз за французскую демократию | ветеринар                        |
| 1998   | 1999   | Франсис Гинар |                                |                                  |
| 1999   | 2014   | Анж Эллоко    | Разные левые                   | член генерального совета кантона |

## Экономика
В 2007 году среди 1016 человек в трудоспособном возрасте (15—64 лет) 769 были экономически активными, 247 — неактивными (показатель активности — 75,7 %, в 1999 году было 70,1 %). Из 769 активных работали 721 человек (410 мужчин и 311 женщин), безработных было 48 (17 мужчин и 31 женщина). Среди 247 неактивных 82 человека были учениками или студентами, 102 — пенсионерами, 63 были неактивными по другим причинам.

## Достопримечательности
- Церковь Св. Петра (XVI век). Исторический памятник с 1926 года[3]
- Церковь Свв. Петра и Павла (XIX век)
- Усадьба Туш-Брандинёф (XVI век). Исторический памятник с 1926 года[4]

## Фотогалерея

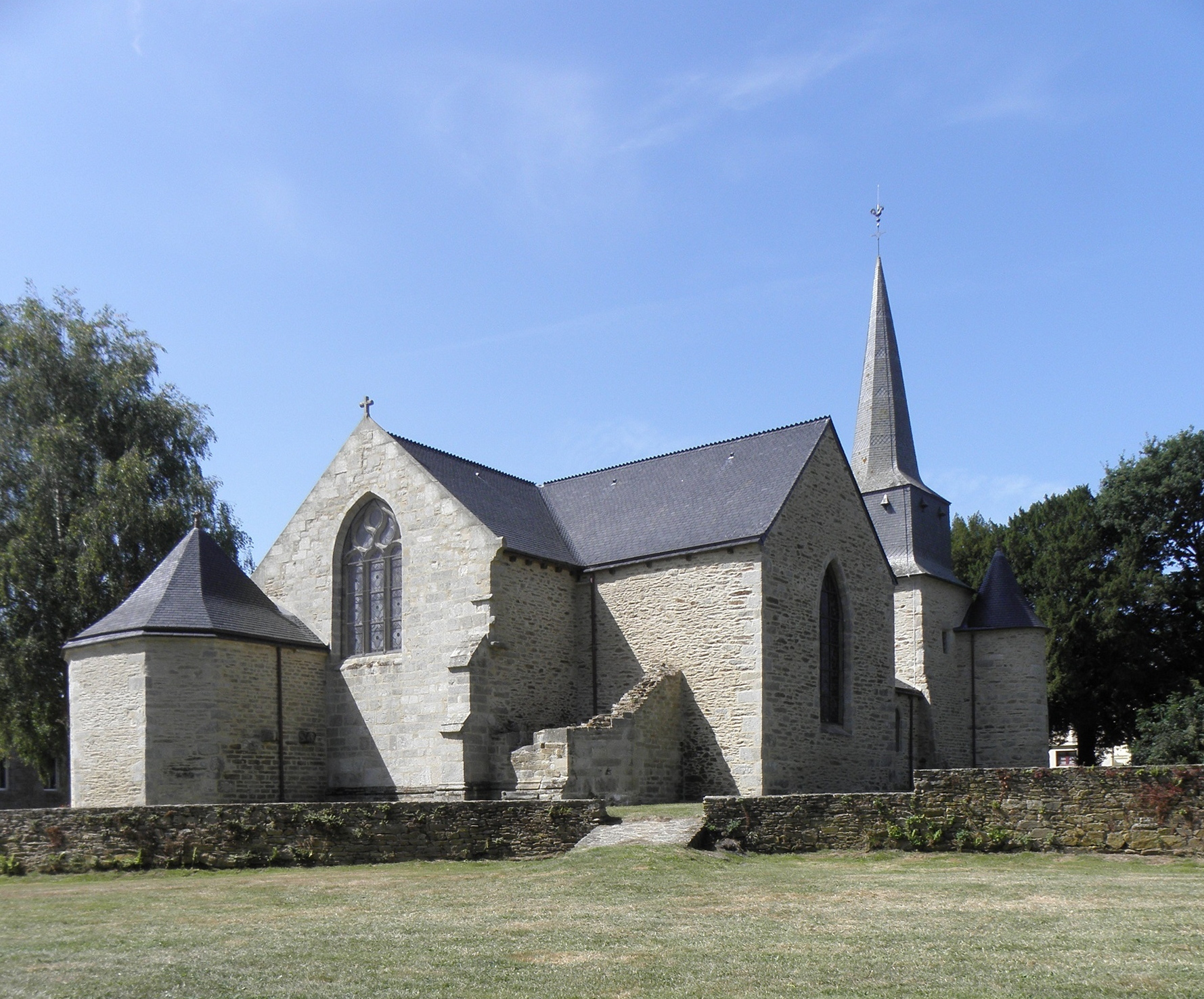
Церковь Св. Петра
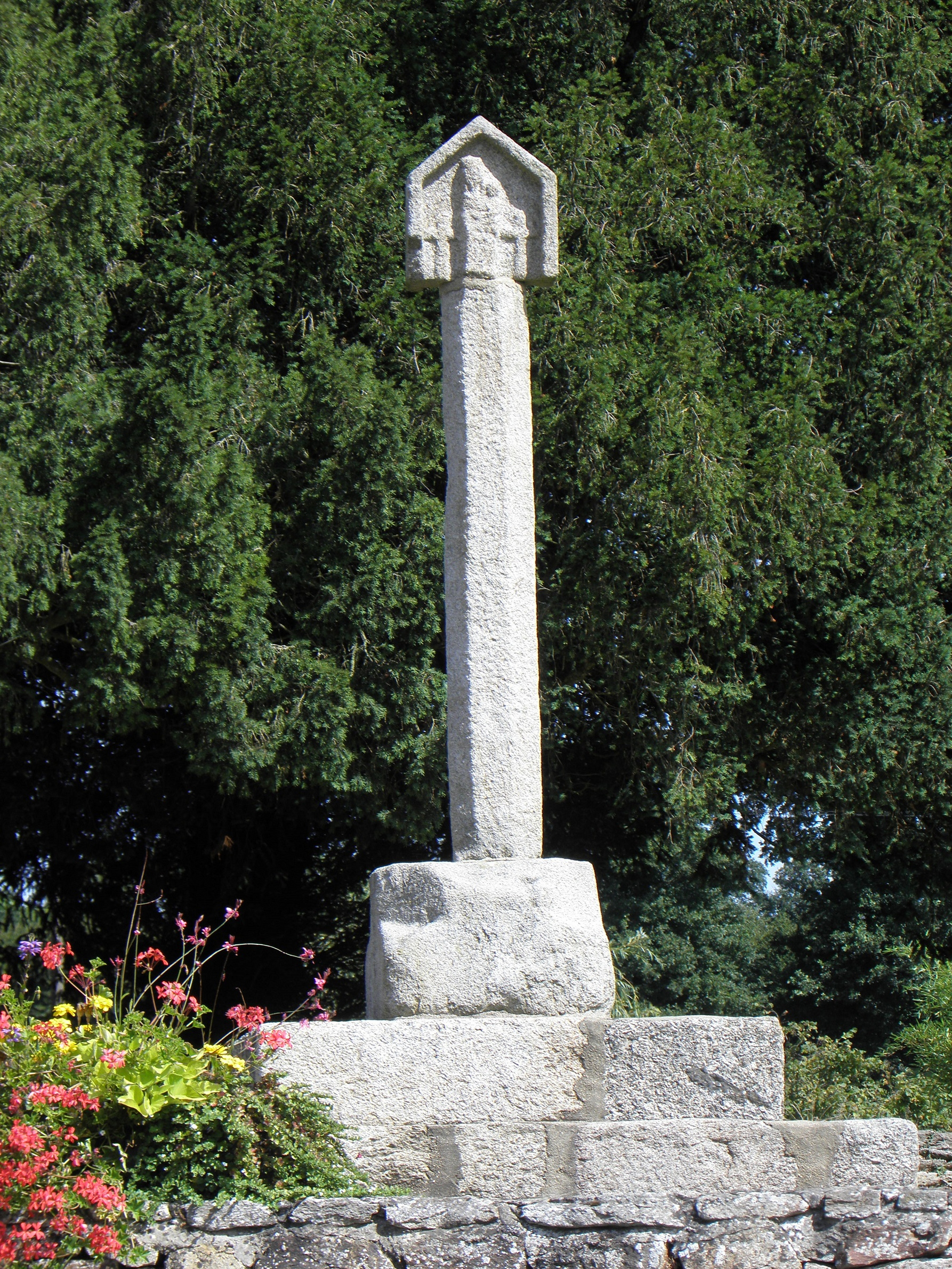
Крест на кладбище около церкви Св. Петра
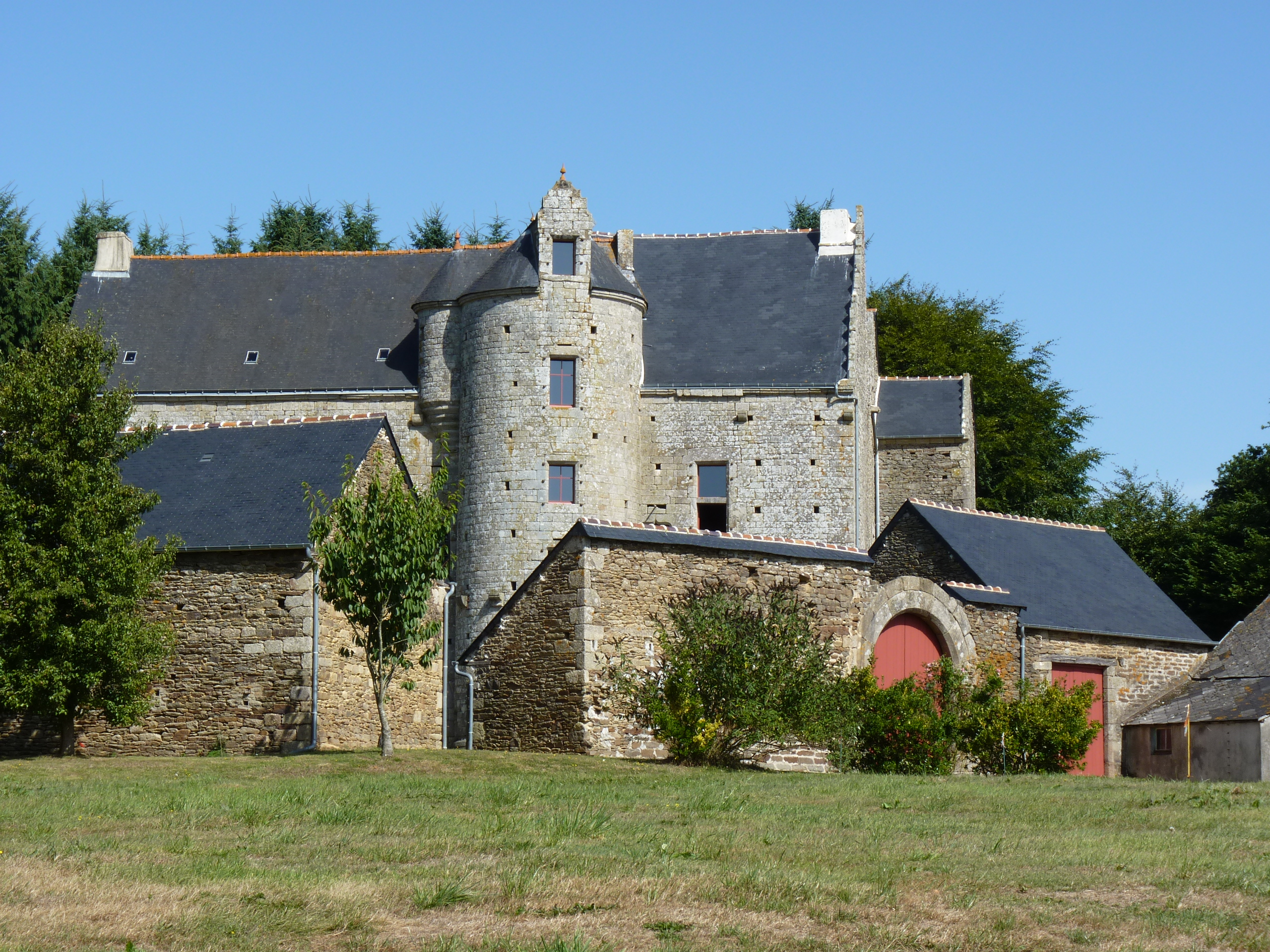
Усадьба Туш-Брандинёф
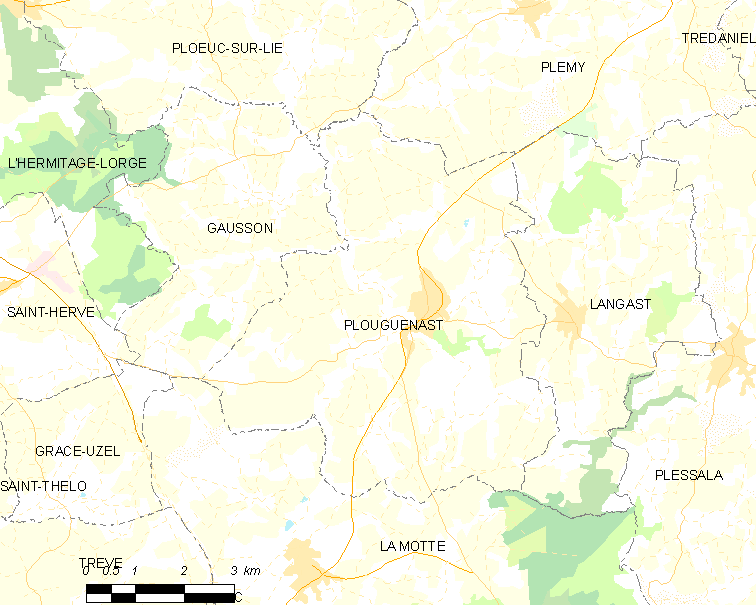
Карта коммуны